# Franco Benedini
Franco Benedini (Cremona, 7 giugno 1978) è un ex canoista italiano.

## Biografia
Nato nel 1978 a Cremona, nel 2002 ha vinto il bronzo nel K-4 500 m agli Europei di Seghedino, insieme ad Andrea Facchin, Luca Piemonte e Antonio Rossi, terminando con il tempo di 1'20"350, dietro a Slovacchia e Ungheria.
3 anni dopo ha conquistato la medaglia di bronzo nel K-4 500 m ai Mondiali di Zagabria 2005, con Jaka Jazbec, Luca Piemonte e Antonio Scaduto, chiudendo in 1'22"634, dietro a Bielorussia e Slovacchia.

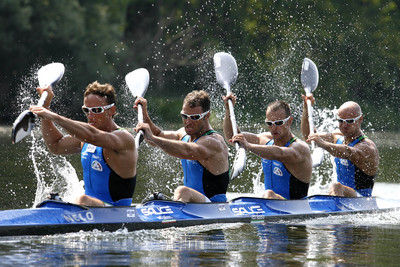
Il K-4 1000 m italiano a

A 30 anni ha partecipato ai Giochi olimpici di Pechino 2008, nel K-4 1000 m insieme a Luca Piemonte, Alberto Ricchetti e Antonio Rossi, qualificandosi alla finale con il 2º posto in batteria, in 2'58"627, e terminando 4º con il tempo di 2'57"626, a poco meno di 1 secondo dalla medaglia di bronzo, vinta dalla Germania. Nello stesso anno ha vinto un altro bronzo agli Europei, a Milano 2008, nel K-4 1000 m insieme a Luca Piemonte, Alberto Ricchetti e Antonio Rossi, chiudendo con il tempo di 3'04"532, dietro a Slovacchia e Germania.
Nel 2011 è stato estromesso dal club olimpico ed il Tribunale Nazionale Antidoping gli ha inflitto due anni di squalifica in quanto sorpreso con sostanze dopanti nella propria stanza durante un ritiro degli azzurri in Australia.
Dopo il ritiro è diventato allenatore.

## Palmarès

### Mondiali
- 1 medaglia:
  - 1 bronzo (K-4 500 m a Zagabria 2005)

### Europei
- 2 medaglie:
  - 2 bronzi (K-4 500 m a Seghedino 2002, K-4 1000 m a Milano 2008)